# Шад, Пауль
Пауль Шад (нем. Paul Schad) или Павел Мелисс, Павел Мелисс Шедий (лат. Paulus Melissus Schedius; 20 декабря 1539, Мельрихштадт — 3 февраля 1602, Гейдельберг) — германский писатель-гуманист, поэт, переводчик и композитор, библиотекарь, дипломат. Свои произведения писал на латыни.

## Биография
Среднее образование получил в школе в Цвиккау, затем в 1557—1559 годах изучал филологию в Эрфурте и Йене. В 1559 году стал придворным кантором, в 1560 году переехал в Вену, где спустя год стал придворным поэтом и где прожил до 1564 года. Затем жил в Праге, Виттенберге и Лейпциге, некоторое время находился при резиденции епископа Вюрцбургского, участвовал в боевых действиях в Венгрии. Был дипломатом на службе у императоров Максимилиана II и Рудольфа II и по их поручениям совершил в 1567—1586 годах поездки во Францию, Швейцарию, Италию и Англию. В последние годы жизни был главным библиотекарем Палатинской библиотеки в Гейдельберге.
Главные работы: «Pauli Melissi schediasmata poëtica» (Гейдельберг, 1574); «Odae palatinae» (там же, 1588); «Meletematum piorum libri VIII» (1595). Издал также работу «Psalmen in deutschen Gesangreimen» (там же, 1572), представляющую собой перевод псалма Давида на немецкий язык. Был переводчиком на немецкий язык также работ Клемана Маро и Теодора Безы. Считался одним из родоначальников немецких сонетов и терцин, а также латиноязычной немецкой любовной лирики.